# Kąt widzenia
Kąt widzenia – kąt płaski, mierzony w stopniach, który zawarty jest w danej płaszczyźnie pomiędzy skrajnymi promieniami przechodzącymi przez dany układ optyczny. W przypadku urządzeń optycznych jak np. lornetka, często definiowany jest jako szerokość obszaru widzianego. W przypadku ludzkiego wzroku częściej mówi się o polu widzenia.

## Fotografia
W fotografii, kąt widzenia obiektywu jest to kąt zawarty pomiędzy najbardziej skrajnymi promieniami światła dostającymi się do aparatu, które są rejestrowane przez aparat, a wpływ na niego ma rodzaj użytego obiektywu fotograficznego.

Zależność pomiędzy doborem obiektywu a kątem widzenia (wszystkie zdjęcie zostały zrobione w tej samej odległości od obiektu)
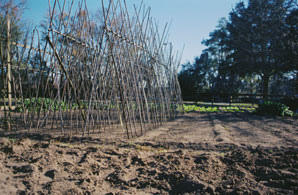
Obiektyw 28 mm, 65,5° × 46,4°
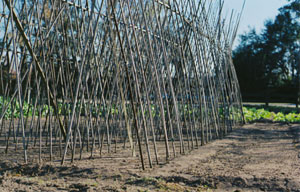
Obiektyw 50 mm, 39,6° × 27,0°
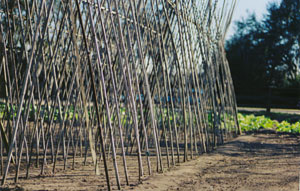
Obiektyw 70 mm, 28,9° × 19,5°
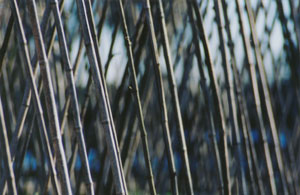
Obiektyw 210 mm, 9,8° × 6,5°

Poniższa tabelka zawiera wartości kątów ukośnych, horyzontalnych i wertykalnych dla danych ogniskowych obiektywu, dla standardowych w aparatach analogowych wymiarów klatki 36×24 mm.
| Ogniskowa (mm)   | 13   | 15    | 18   | 21   | 24   | 28   | 35   | 43   | 50   | 85   | 105  | 135  | 180  | 210  | 300  | 400  | 500  | 600  | 830  | 1200 |
| ---------------- | ---- | ----- | ---- | ---- | ---- | ---- | ---- | ---- | ---- | ---- | ---- | ---- | ---- | ---- | ---- | ---- | ---- | ---- | ---- | ---- |
| Ukośny (°)       | 118  | 111   | 100  | 91,7 | 84,1 | 75,4 | 63,4 | 53,4 | 46,8 | 28,6 | 23,3 | 18,2 | 13,7 | 11,8 | 8,25 | 6,19 | 4,96 | 4,13 | 2,99 | 2,07 |
| Wertykalny (°)   | 85,4 | 77,3  | 67,4 | 59,5 | 53,1 | 46,4 | 37,8 | 31,2 | 27,0 | 16,1 | 13,0 | 10,2 | 7,63 | 6,54 | 4,58 | 3,44 | 2,75 | 2,29 | 1,66 | 1,15 |
| Horyzontalny (°) | 108  | 100,4 | 90,0 | 81,2 | 73,7 | 65,5 | 54,4 | 45,4 | 39,6 | 23,9 | 19,5 | 15,2 | 11,4 | 9,80 | 6,87 | 5,15 | 4,12 | 3,44 | 2,48 | 1,72 |